# Журавна (река)
Жура́вна — река в Зарайском районе Московской области России, правый приток реки Истоминки. Журавна берёт начало в 8 км восточнее станции Богатищево Павелецкого направления Московской железной дороги, впадает в Истоминку на границе Зарайского района и городского округа Серебряные Пруды. На реке расположены деревни Фёдоровка и Журавна.

## Гидрология
Длина — около 8 км. Равнинного типа. Питание преимущественно снеговое. Журавна замерзает в ноябре — начале декабря, вскрывается в конце марта — апреле.

## Достопримечательности
Река протекает по соседству с железнодорожной линией, по безлесным распаханным и застроенным дачами и деревнями местам. Туристского значения не имеет.